# Jānis Sprukts
Jānis Sprukts (* 31. Januar 1982 in Riga, Lettische SSR) ist ein lettischer Eishockeyspieler, der seit 2023 Spielertrainer der zweiten Mannschaft der Phantoms Antwerp in der belgischen National League ist. Er nahm an zwei Olympischen Winterspielen und zwölf Weltmeisterschaften teil.

## Karriere

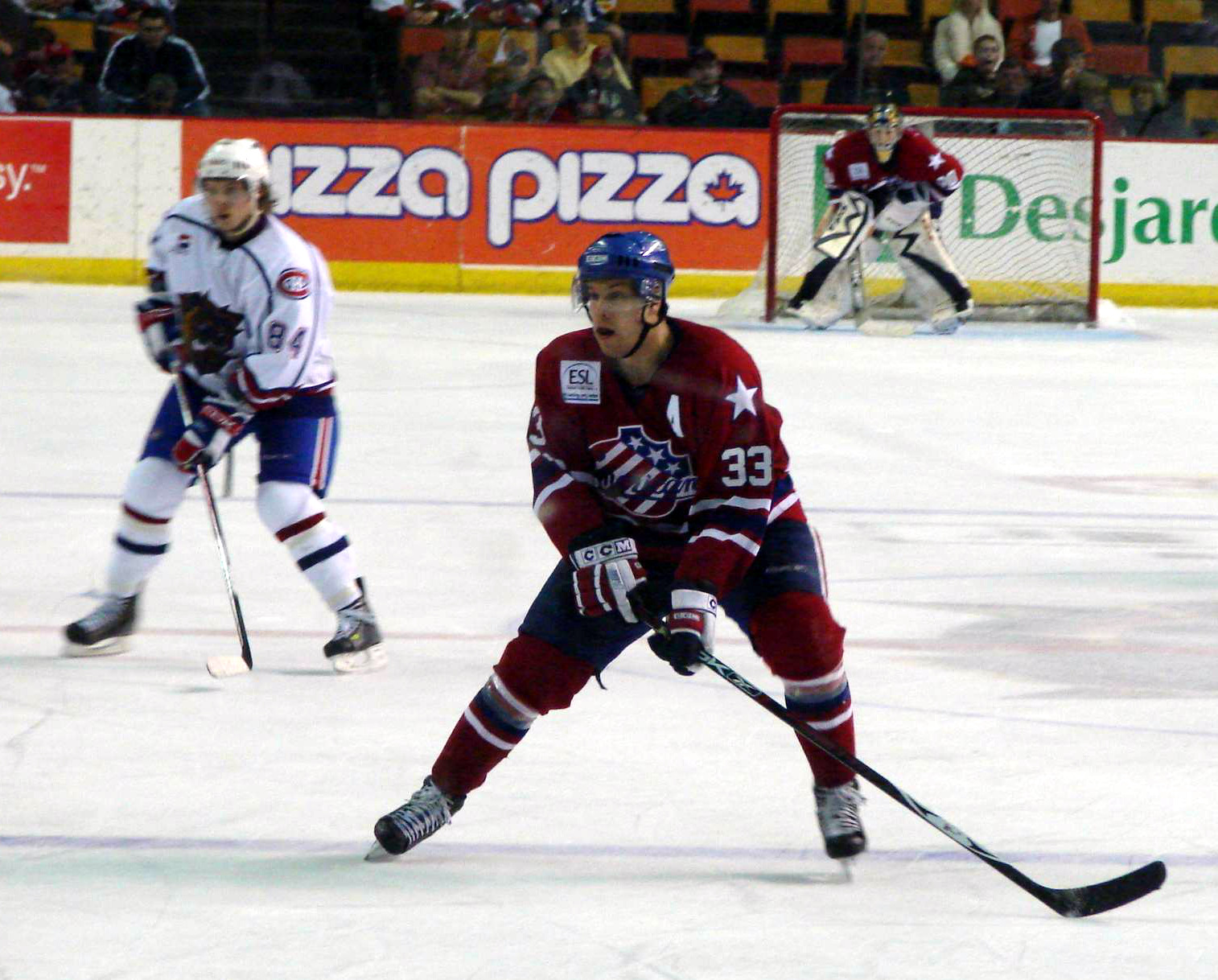
Jānis Sprukts im Trikot der Rochester Americans

Sprukts begann seine Karriere in seiner Heimatstadt bei den Essamika Juniors. Beim NHL Entry Draft 2000 wurde er von den Florida Panthers in der achten Runde an 234. Position ausgewählt und wechselte im Laufe zur Saison 2001/2002 nach Nordamerika, wo er für Titan d’Acadie-Bathurst, die ihn beim CHL Import Draft 2001 in der zweiten Runde als insgesamt 61. Spieler gezogen hatten, in der kanadischen Juniorenliga QMJHL spielte.
Zur Saison 2003/04 erfolgte Sprukts Rückkehr in die lettische Liga zum Armeeklub ASK/Ogre. Nach einem kurzen Gastspiel in Dänemark bei Odense IK wechselte Sprukts im Sommer 2004 zum HK Riga 2000, wo er Lettischer Meister wurde. In der Spielzeit 2005/06 spielte Sprukts in Finnland für Hämeenlinnan Pallokerho, wo er mit dem Team den finnischen Meistertitel errang.
Im Laufe der Saison 2006/07 wechselte Sprukts zunächst in die American Hockey League zu den Rochester Americans, wo er zum Spieler der Saison gewählt wurde. Aufgrund seiner hervorragenden Leistungen in der AHL wurde Sprukts zweimal während der Saison in die NHL zu den Florida Panthers berufen, bei denen sich Sprukts zum Saisonende einen Stammplatz erkämpfte.

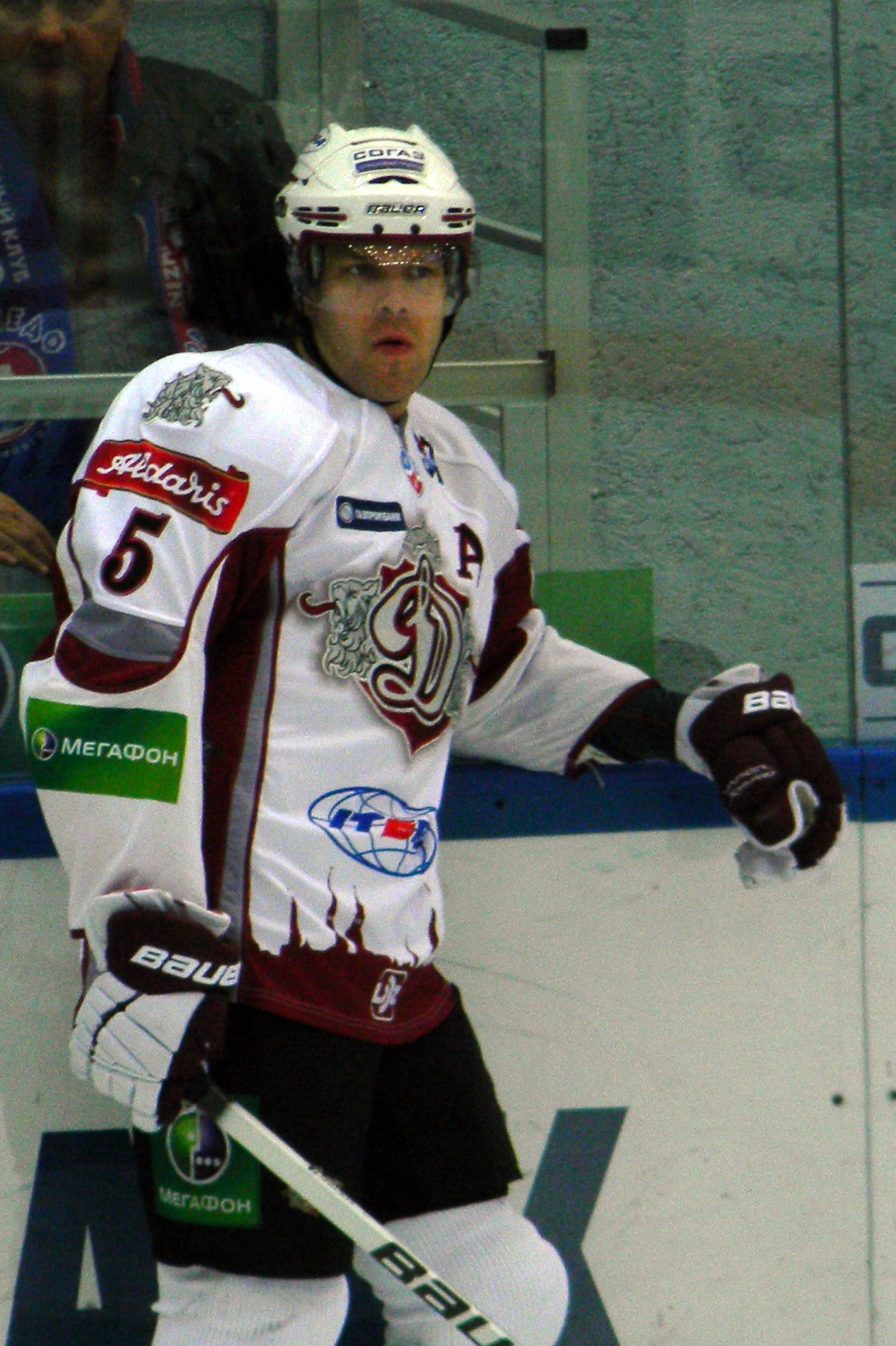
Jānis Sprukts im Trikot von Dinamo Riga

In der Vorbereitung zur Saison 2007/2008 erhielt Sprukts jedoch keinen festen Stammplatz im Kader der Panthers und wechselte zum Saisonstart zurück in die erste finnische Liga zu Rauman Lukko. Im August 2008 unterzeichnete er einen neuen Zweijahresvertrag bei den Florida Panthers, der sowohl für die NHL, als auch die AHL gilt. In der folgenden Spielzeit kam er nur auf einen NHL-Einsatz, so dass er sich im Sommer 2009 zu einer Rückkehr nach Europa entschied. Im Juli 2009 wurde er von Dinamo Riga unter Vertrag genommen und absolvierte in den folgenden drei Jahren über 170 KHL-Partien für Dinamo. Im Mai 2012 wechselte er innerhalb der Liga zum HK ZSKA Moskau, bei dem er einen Zweijahresvertrag erhielt. Für den ZSKA absolvierte er 59 KHL-Partien, ehe sein laufender Vertrag gegen Zahlung einer Entschädigung aufgelöst wurde. Anschließend war Sprukts vertragslos und wurde erst im Oktober des gleichen Jahres von Lokomotive Jaroslawl verpflichtet.
Ende November 2014 wurde sein Vertrag bei Lokomotive aufgelöst und Sprukts war zunächst vereinslos. Im Januar 2015 wurde er schließlich von Fribourg-Gottéron aus der Schweizer National League A verpflichtet und absolvierte sieben Spiele für den Schweizer Klub. Anschließend war er erneut ohne Anstellung, ehe er im Januar 2016 vom MHC Martin aus der slowakischen Extraliga unter Vertrag genommen wurde.
Zwischen Dezember 2016 und April 2017 war er bei Ritten Sport aus der Alps Hockey League aktiv, die er mit den Südtirolern ebenso wie die italienische Meisterschaft. Anschließend spielte er drei Jahre beim HK Kurbads in der heimischen Liga, die er mit dem Klub 2018 gewann. Im Folgejahr wurde er bester Vorbereiter der Liga. Anschließend unterbrach er seine Karriere. Seit 2023 ist er Spielertrainer der zweiten Mannschaft der Phantoms Antwerp in der belgischen National League.
Als Sprukts besondere Stärken auf dem Eis gelten seine mit 1,90 m Körpergröße und 107 kg enorm hohe körperliche Präsenz, wie seine für einen Spieler dieser Größe ausgezeichneten technischen Fähigkeiten.

## International

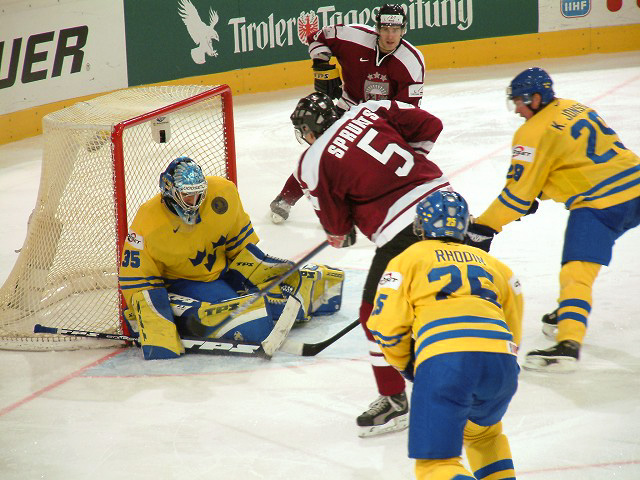
Sprukts, im roten Trikot Lettlands, im Zwischenrundenspiel gegen Schweden bei der WM 2005

Jānis Sprukts begann schon früh in seiner Karriere, sein Heimatland bei internationalen Titelkämpfen zu vertreten. Dabei nahm er an folgenden Turnieren teil:
- U18-Weltmeisterschaft der Europa-Division I 1999
- U18-B-Weltmeisterschaft 2000
- U20-B-Weltmeisterschaft 2000
- U20-Weltmeisterschaft der Division I 2001
- U20-Weltmeisterschaft der Division II 2002
- Weltmeisterschaften 2000, 2003, 2005, 2006, 2007, 2008, 2009, 2010, 2012, 2013, 2015 und 2017
- Olympia-Qualifikationen 2005, 2009 und 2013
- Olympische Winterspiele 2010 in Vancouver und 2014 in Sotschi

## Erfolge und Auszeichnungen
- 1999 Aufstieg in die B-Gruppe bei der U18-Weltmeisterschaft der Europa-Division I
- 2002 Aufstieg in die Division I bei der U20-Weltmeisterschaft der Division II
- 2005 Lettischer Meister mit dem HK Riga 2000
- 2006 Finnischer Meister mit Hämeenlinnan Pallokerho
- 2017 Italienischer Meister mit Ritten Sport
- 2018 Lettischer Meister mit dem HK Kurbads
- 2019 Bester Vorbereiter der lettischen Eishockeyliga

## Karrierestatistik

### International
(Legende zur Spielerstatistik: Sp oder GP = absolvierte Spiele; T oder G = erzielte Tore; V oder A = erzielte Assists; Pkt oder Pts = erzielte Scorerpunkte; SM oder PIM = erhaltene Strafminuten; +/− = Plus/Minus-Bilanz; PP = erzielte Überzahltore; SH = erzielte Unterzahltore; GW = erzielte Siegtore; 1 Play-downs/Relegation; Kursiv: Statistik nicht vollständig)